# What Price Beauty?
What Price Beauty? è un film muto del 1925 diretto da Tom Buckingham (con il nome Thomas Buckingham). È il primo film in cui appare Myrna Loy.

## Trama
John Clay, padrone di un salone di bellezza, viene conteso da una vamp esotica e da Mary, una ragazza di campagna. Il bel giovane, che all'inizio non sa decidersi, alla fine sceglie il fascino naturale della semplice Mary.

## Produzione
Il film fu prodotto nel 1925 dalla società di S. George Ullman con un budget stimato di 100.000 dollari. George Ulman (1893-1975) era il manager di Valentino  che, poi, alla morte dell'attore, aprì un'agenzia che rappresentava, tra gli altri, Eric von Stroheim e Theda Bara. Questo fu l'unico film prodotto da Ulman.

## Distribuzione
Distribuito dalla Pathé Exchange, il film - prodotto nel 1925 - fu presentato a Pasadena nel 1925. Uscì poi nelle sale degli Stati Uniti il 22 gennaio 1928. Non si conoscono copie ancora esistenti della pellicola che viene considerata presumibilmente perduta.

### Date di uscita
IMDb
- USA	1925	 (Pasadena, California) (première)
- USA	22 gennaio 1928